# Isabelle de France (1389-1409)
Pour les articles homonymes, voir Isabelle de France et Isabelle de Valois.
Ne pas confondre non plus avec Isabelle d'Angoulême, qui fut aussi reine d'Angleterre entre 1200 et 1216.
Isabelle de France, ou Isabelle de Valois, née le 9 novembre 1389 à Paris et morte le 13 septembre 1409 à Blois, est une des filles du roi Charles VI de France et d'Isabeau de Bavière. Elle est successivement reine d'Angleterre, puis duchesse d'Orléans. Dès son enfance, Isabelle suscite l'intérêt de Richard II d'Angleterre, veuf depuis 1394 et qui désire établir une alliance avec Charles VI. Les négociations, entamées en 1395, aboutissent l'année suivante à un contrat de mariage accordant une énorme dot à Isabelle et instituant une paix durable entre la France et l'Angleterre. Isabelle se rend ensuite à Calais pour ses noces, puis dans son nouveau royaume.
En dépit de l'important écart d'âge avec son époux, Isabelle entretient de très bonnes relations avec Richard II jusqu'à sa déposition en 1399. Séparée de son conjoint et privée de son titre royal par le nouveau roi Henri IV, elle est retenue en Angleterre par ce dernier, qui espère la marier à son fils aîné. Pressé par Charles VI, Henri IV accepte qu'Isabelle retourne en France en 1401, sans pour autant restituer sa dot. Informée de la mort de Richard II en captivité, Isabelle réside auprès de sa mère avant de se remarier en secondes noces en 1406 avec son cousin Charles d'Orléans. Elle meurt en 1409, après trois ans de mariage, en donnant naissance à leur unique enfant.

## Biographie

### Enfance et projets de mariage
Isabelle de France est la deuxième fille et le troisième enfant de Charles VI de France et de son épouse Isabeau de Bavière, mais n'est que le premier enfant du couple royal à survivre à l'enfance : en effet, son frère le dauphin Charles est mort à l'âge de trois mois en 1386, tandis que sa sœur aînée Jeanne trépasse avant d'atteindre deux ans en 1390. Isabelle voit le jour le 9 novembre 1389 au Palais du Louvre à Paris, et non le 9 novembre 1387, comme il a été longtemps suggéré : la documentation précise des naissances des enfants de Charles VI et d'Isabeau de Bavière souligne que sa sœur Jeanne voit le jour le 14 juin 1388 et qu'une naissance d'Isabelle au mois de novembre précédent aurait été impossible. Contrairement à des rumeurs récurrentes accusant Isabeau de Bavière d'avoir négligé ses enfants, les historiens modernes démontrent en réalité qu'elle est restée proche de ces derniers pendant leur enfance : elle les fait voyager avec elle, leur achète des présents et des textes de dévotion et fait en sorte que ses filles soient éduquées. Enfin, elle maintient une correspondance étroite avec Isabelle après ses mariages.
L'intérêt que peut apporter la main d'Isabelle se manifeste très tôt. Ainsi, dès le 15 décembre 1391, alors qu'elle a tout juste deux ans, elle est fiancée à Jean, le fils aîné et héritier de Pierre II d'Alençon. Mais ce projet de mariage n'aboutit pas et est définitivement abandonné après la mort le 7 juin 1394 d'Anne de Bohême, l'épouse de Richard II d'Angleterre. Privé d'héritier, Richard recherche immédiatement une nouvelle épouse et envoie dès le mois d'août 1394 des émissaires à la cour de Charles VI, bien qu'ils ne sollicitent pas encore explicitement une épouse pour leur souverain. En mars 1395, cependant, une délégation anglaise se rend auprès du roi Jean Ier d'Aragon avec pour mission de rechercher une épouse pour Richard II. Charles VI, dont le pays est officiellement en trêve avec l'Angleterre depuis le 18 juin 1389, s'inquiète de la possibilité d'une alliance anglo-aragonaise dirigée contre la France pouvant réinitialiser la guerre de Cent Ans et envoie immédiatement des ambassadeurs en Irlande afin d'y rencontrer Richard II, alors en campagne militaire afin de réduire l'agitation de ses vassaux turbulents.
Lors des négociations de mariage qui sont entreprises au milieu de l'année 1395, Richard II, qui a alors 28 ans, exprime son souhait d'épouser Isabelle de France, qui n'en a que cinq. L'écart d'âge entre Richard et Isabelle est discuté pendant les négociations, mais le roi d'Angleterre déclare que chaque jour qui passe rectifie le problème de la jeunesse d'Isabelle, que le jeune âge de celle-ci lui permet de modeler sa future épouse selon son idéal, ce que lui recommande le diplomate français Philippe de Mézières, et qu'il est lui-même encore assez jeune pour attendre des héritiers. En raison des crises de folie récurrentes de Charles VI depuis 1392, les négociations de mariage sont réalisées par son oncle Philippe II de Bourgogne, très attaché à une alliance franco-anglaise par souci de sécuriser le commerce de ses domaines avec l'Angleterre. Quant à Richard II, cette alliance lui permet d'afficher ses velléités de conclure une paix définitive avec la France. Toutefois, le projet de mariage rencontre de nombreux opposants, en particulier Louis Ier d'Orléans, le frère de Charles VI, et Thomas, duc de Gloucester, l'oncle de Richard II.

### Mariage avecRichardIId'Angleterre
En juillet 1395, une délégation anglaise conduite par Thomas de Mowbray, comte de Nottingham, se rend à Paris afin d'approfondir les négociations du mariage. Selon le chroniqueur Jean Froissart, la jeune Isabelle de France aurait exprimé aux envoyés anglais de manière indépendante et spontanée sa joie de devenir l'épouse de Richard II, car elle serait alors une grande dame. L'année suivante, une seconde délégation anglaise arrive à la cour de France, où le contrat de mariage définitif est signé le 9 mars 1396, dont les clauses prévoient la renonciation d'Isabelle à ses éventuels droits au trône de France et fixent le montant de sa dot à la somme colossale de 800 000 livres, ce qui équivaut alors au montant annuel des recettes de l'État. Une première tranche de 300 000 livres doit être immédiatement payée, tandis que le reste doit être réglé par tranches annuelles de 100 000 livres. Seules les 300 000 livres immédiatement remises sont versées dans le Trésor anglais, tandis que le reste de la somme doit être restitué si Richard II vient à mourir avant qu'Isabelle ait atteint ses douze ans. Le cas échéant, Isabelle pourra retourner en France avec toutes ses possessions. Étant donné qu'aucun accord de paix durable ne peut être négocié entre la France et l'Angleterre en raison de la question insoluble du statut de Calais, alors sous contrôle anglais, une trêve de 28 ans est convenue, afin de démontrer le désir sincère de paix des deux parties.
Le 12 mars 1396, à la Sainte-Chapelle, le comte de Nottingham épouse Isabelle par procuration au nom de Richard II. Six mois plus tard, la jeune fille, magnifiquement vêtue et suivie par un imposant cortège, se rend à Calais afin d'y épouser solennellement le roi d'Angleterre. Elle est alors accompagnée par son père et une centaine de personnes de haut rang, dont le duc de Bourgogne. Avant la cérémonie, Richard II et Charles VI se rencontrent à Ardres une première fois le 27 octobre 1396, puis une seconde fois le lendemain en présence d'Isabelle, qui est confiée aux soins de Katherine Swynford, duchesse de Lancastre, et d'Éléonore de Bohun, duchesse de Gloucester. Elle est cependant accompagnée par une importante suite française dirigée par Philippa de Coucy. Le 31 octobre, le mariage de Richard II et d'Isabelle de France est célébré par Thomas Arundel, archevêque de Canterbury, en l'église Notre-Dame de Calais. Après avoir reçu les 300 000 livres convenues, le roi d'Angleterre retraverse la Manche, accompagné par son épouse, et s'établit quelque temps avec elle à Douvres. Le 23 novembre 1396, le couple royal fait son entrée solennelle à Londres et, un mois et demi plus tard, le 8 janvier 1397, Isabelle est couronnée reine d'Angleterre en l'abbaye de Westminster par l'archevêque Thomas Arundel au cours d'une cérémonie fastueuse, lors de laquelle plusieurs badauds meurent dans des bousculades.
Bien que le mariage soit purement politique, Richard II et Isabelle de France développent progressivement une relation de respect mutuel. La jeune reine vit séparée de son époux et a pour résidence principale le château de Windsor. Décrite comme jolie et préparée à assumer son rôle de reine par son entourage, Isabelle reçoit régulièrement Richard II à Windsor, où il la divertit elle et ses dames d'honneur par des conversations humoristiques, et attend souvent avec impatience ses visites. À l'occasion de son départ pour l'Irlande à la fin du mois de mai 1399 afin d'y apaiser les troubles locaux, Richard II organise auparavant de magnifiques tournois à Windsor en l'honneur de sa jeune épouse et lui fait ensuite ses adieux. Avant son départ, il fait démettre de ses fonctions Philippa de Coucy au profit d'Aliénor Holland, épouse de Roger Mortimer, renvoie une bonne partie de la suite française de son épouse, qui n'a désormais pour compatriotes qu'une seule dame de compagnie et son confesseur, et fait déplacer pour sa protection Isabelle du château de Windsor vers celui de Portchester, situé dans le Hampshire. Ce remaniement brusque au sein de la suite de sa fille suscite l'indignation de Charles VI et de la cour de France, qui se dissipe pourtant rapidement. Ayant nommé son oncle Edmond, duc d'York, régent en son absence, Richard II embarque ensuite pour l'Irlande le 1er juin 1399, tandis qu'Isabelle demeure à Portchester : les deux époux ne se reverront jamais.

### Chute deRichardIIet retour en France
En l'absence de Richard II, son cousin Henri Bolingbroke, banni depuis octobre 1398 et privé de son héritage à la mort de son père Jean, duc de Lancastre, le 3 février 1399, revient de son exil en France avec quelques partisans et débarque le 4 juillet 1399 sur la côte du Yorkshire. Proclamant son intention de se faire restaurer dans son héritage, il reçoit un soutien inattendu au sein de la noblesse locale et conduit son armée vers Bristol, où s'est établi le duc d'York. Ce dernier fait parallèlement déplacer par sécurité Isabelle vers le château de Wallingford, plus fortifié que celui de Portchester, avant de rencontrer Henri le 27 juillet et de se rallier à sa cause. Abandonné par ses soutiens, Richard II revient en Angleterre seulement le 24 juillet et se réfugie au château de Conwy, avant de négocier avec son cousin et de le rencontrer au château de Flint le 19 août. Devenu effectivement le prisonnier d'Henri, il est ramené sous haute escorte à Londres et est enfermé à la Tour de Londres, avant d'être forcé d'abdiquer en faveur de son cousin le 29 septembre 1399. Après sa déposition, le roi déchu est secrètement conduit en captivité au château de Pontefract, souffrant selon le chroniqueur Jean Creton de sa séparation avec son épouse. Isabelle de France est quant à elle brièvement installée au château de Leeds, avant de recevoir l'ordre du nouveau roi Henri IV de s'établir dans la résidence de Richard Mitford, évêque de Salisbury, à Sonning.
Peu après son avènement, Henri IV envoie plusieurs ambassadeurs auprès de Charles VI afin de requérir son accord pour le mariage d'Isabelle avec son fils aîné et héritier Henri, prince de Galles, mais le roi de France refuse de le reconnaître comme roi d'Angleterre et renvoie ses émissaires. Au début du mois de janvier 1400, des partisans de Richard II tentent d'assassiner Henri IV et de restaurer l'ancien souverain : ils rendent visite à Isabelle de France à Sonning et lui promettent la libération imminente de son époux. Toutefois, la révolte est étouffée promptement par Henri IV et les conjurés sont exécutés. Aux alentours du 14 février 1400, l'ancien roi meurt en captivité à Pontefract, peut-être assassiné sur ordre de son successeur, mais son trépas est pour l'instant caché à Isabelle. Cette dernière est transférée au village de Havering-atte-Bower, situé dans l'Essex, et est tenue sous haute surveillance sur ordre d'Henri IV. Charles VI exige à présent le retour de sa fille et le remboursement d'une partie de sa dot, à l'exception des 300 000 livres versées à Richard II en 1396, mais Henri IV refuse cette seconde demande et rappelle le paiement dû pour la colossale rançon du roi de France Jean II, capturé à la bataille de Poitiers en 1356. Bien qu'il retarde au fil des mois suivants les négociations avec Charles VI, Henri IV n'ose pas ignorer complètement les demandes formulées par la France et hésite à répudier la trêve conclue par Richard II en 1396.
Finalement, le 27 mai 1401, Henri IV accepte de renvoyer Isabelle en France avec ses effets personnels, mais reporte la restitution de sa dot à une date ultérieure, qui ne sera en fait jamais retournée à Charles VI, malgré ses demandes répétées par la suite. Le 27 juin suivant, Thomas Percy, comte de Worcester, escorte Isabelle à Winchester, où elle rencontre Henri IV. Informée auparavant de la mort de son époux, elle s'affiche en deuil en présence du roi d'Angleterre et est conduite le lendemain à Douvres, où elle demeure pendant un mois. Finalement, le 28 juillet, elle traverse la Manche et, trois jours plus tard, elle fait à Leulinghem ses adieux en larmes à ses dames de compagnie anglaises et est reçue par Waléran III de Luxembourg-Ligny. Sur le chemin de retour en direction de Paris, Isabelle est accueillie avec jubilation dans les villes qu'elle traverse et, à son arrivée dans la capitale, elle est remise aux soins de sa mère Isabeau de Bavière et retrouve ses frères et sœurs. Pourtant, les chroniqueurs contemporains rapportent qu'elle n'a jamais plus été heureuse par la suite. Au cours des années suivantes, en Angleterre, des rumeurs se propagent quant à la survie de Richard II, qui se serait échappé et enfui en Écosse, et à la préparation en 1403 d'un débarquement conduit par Isabelle en personne pour restaurer son époux sur le trône, tandis que des pirates français débarquent en 1404 sur l'île de Wight pour demander un tribut en son nom.

### Mariage avecCharlesIerd'Orléans et mort
Dès le retour de sa fille en France, Isabeau de Bavière prévoit de la remarier. Ainsi, à l'été 1403, Jean Marie Visconti, seigneur de Milan, envisage de l'épouser afin d'établir des relations correctes avec la cour de France après une série de tensions entre la France et Milan sous le règne de son père Jean Galéas Visconti, mais il finit par abandonner ce projet. Finalement, le 4 juin 1404, Isabelle est fiancée à son cousin germain Charles,, fils aîné de Louis Ier d'Orléans. Ce dernier, résolument hostile à l'alliance matrimoniale franco-anglaise, a ardemment négocié avec Henri IV son retour en France en 1401 et lui alloue à présent un revenu annuel de 6 000 livres ainsi que les revenus du bailliage de Crécy-en-Brie. Le pape en Avignon Benoît XIII accorde la dispense nécessaire à l'union le 5 janvier 1405. Au début de l'année 1406, Henri IV insiste une nouvelle fois auprès de la cour de France pour qu'Isabelle soit mariée à son héritier, mais la proposition est définitivement rejetée par Charles VI, qui continue à réclamer la restitution de sa dot et relance sporadiquement les hostilités avec les Anglais en Guyenne. Le 5 juin 1406, le contrat de mariage d'Isabelle et de Charles d'Orléans est établi et, le 29 du même mois, leurs noces sont célébrées en présence de la cour à Compiègne. Toutefois, selon l'historien et prélat Jean II Jouvenel des Ursins, Isabelle pleure abondamment au cours de cette cérémonie qui l'unit à un garçon de cinq ans son cadet.
Un an et demi après la célébration de ses noces, Isabelle de France devient subitement duchesse d'Orléans et de Valois, et comtesse de Blois et de Soissons, après l'assassinat le 23 novembre 1407 de son beau-père Louis Ier d'Orléans à l'instigation de Jean Ier de Bourgogne, cousin de Charles VI et de Louis. Le 28 août 1408, accompagnée de sa belle-mère Valentine Visconti, Isabelle se rend vêtue de noir à Paris afin de défendre devant son père la mémoire du défunt duc d'Orléans, accusé le 8 mars précédent par le théologien Jean Petit d'être devenu, en raison de la maladie de son frère, un tyran, et de réclamer justice en son nom. Charles VI, à nouveau lucide, est persuadé de casser le pardon qu'il a précédemment accordé au duc de Bourgogne. Finalement, par la paix de Chartres signée le 9 mars 1409, ce dernier avoue sa responsabilité concernant le meurtre de Louis Ier d'Orléans « par sa volonté et par ses ordres, pour le bien du royaume » et présente des excuses à ses enfants, qui lui accordent en larmes leur pardon en la cathédrale Notre-Dame de Chartres et prêtent serment sur les Évangiles de respecter cette paix. Mais l'immixtion grandissante de Jean Ier de Bourgogne dans les affaires du royaume irritent ses adversaires et, le 15 avril 1410, se forme à Gien une ligue destinée à contrer son influence, précipitant ainsi la calamiteuse guerre civile entre Armagnacs et Bourguignons qui va s'étendre jusqu'en 1435.
Mais Isabelle de France n'assistera pas à l'éclatement de cette guerre civile. Devenue enceinte de son tout premier enfant, elle accouche le 13 septembre 1409 à Blois d'une fille, prénommée Jeanne et qui épousera ultérieurement en 1424 Jean II d'Alençon,, fils et héritier du premier fiancé d'Isabelle. Isabelle meurt toutefois le jour même de la naissance de sa fille, à l'âge de 19 ans seulement, et est inhumée peu après dans la chapelle Notre-Dame-des-Bonnes-Nouvelles, située dans l'église Saint-Nicolas-Saint-Laumer de Blois, pendant que son époux donne ses robes les plus luxueuses aux moines de la basilique de Saint-Denis pour en faire des chasubles et des dalmatiques. Ses restes sont retrouvés dans un très bon état de conservation en 1624, curieusement enveloppés dans des bandelettes de lin, et transférés vers le couvent des Célestins de Paris. En dépit de ses remariages successifs avec Bonne d'Armagnac en 1410, puis avec Marie de Clèves en 1440, Charles Ier d'Orléans semble avoir sincèrement été amoureux de sa première épouse et, pendant sa captivité de 25 ans en Angleterre à la suite de sa capture à la bataille d'Azincourt en 1415, il compose plusieurs poèmes en son hommage. La descendance de Charles Ier d'Orléans par Isabelle de France s'éteint à la mort de leur unique fille Jeanne le 19 mai 1432, son mariage avec Jean II d'Alençon n'ayant produit aucun enfant.

## Postérité artistique
Dans la pièce Richard II de William Shakespeare, écrite vers 1595, l'épouse de Richard II apparaît en étant simplement désignée comme « la Reine ». Ce personnage synthétise à la fois celui d'Anne de Bohême et celui d'Isabelle de France : en effet, la reine est une adulte, mais elle est originaire de France. Ses interventions dans la pièce sont limitées, mais la plus mémorable est celle de la scène 1 de l'acte V, lorsque Richard II et son épouse se séparent avec déchirement après qu'il a été annoncé que le roi déchu sera enfermé au château de Pomfret, tandis que la reine sera reconduite en France, sa terre natale. Dans l'adaptation cinématographique de Rupert Goold en 2012, le rôle d'Isabelle est tenu par Clémence Poésy.